# Dopo il bagno (Gérôme)
Dopo il bagno (Après le bain) è un quadro dipinto dal pittore francese Jean-Léon Gérôme negli anni 1870 o 1880. Di formato verticale, quest'olio su tela è una scena di genere orientalista che ritrae quattro donne più o meno svestite nei pressi di una piscina nella quale si riflettono. Riprendendo chiaramente il Bagno turco di Jean-Auguste-Dominique Ingres, quella in primo piano con in mano un narghilè è raffigurata seduta e completamente nuda, con la schiena rivolta verso lo spettatore. Già nella collezione del ristorante Haussner's di Baltimora, l'opera venne venduta da Sotheby's nel 2010 ed è conservata in una collezione privata.

## Descrizione
A partire dagli anni 1870, Jean-Léon Gérôme iniziò a creare dei quadri che avevano come tema il bagno delle donne degli harem, ispirandosi ai luoghi che aveva visitato durante un viaggio nell'impero ottomano: Gérôme, infatti, aveva visitato il complesso termale di Bursa (o Brussa) costruito dall'architetto Sinān, dove aveva ambientato un altro dei suoi dipinti sul tema, intitolato La grande piscina di Brussa. Molti interni di queste opere orientaliste riprendono delle fotografie scattate a Istanbul dai fratelli Abdullah, una coppia di fotografi ottomani che strinse amicizia con l'artista francese durante la sua visita nella città turca.
L'opera è ambientata in un bagno turco (secondo Pasin nella stanza calda che in turco si chiama sıcaklık) dove quattro donne si rilassano, una coppia presso uno specchio d'acqua e le altre due accanto a una fontanella bianca. Come in molti altri quadri su questo tema dipinti dall'artista, più che bagnarsi nella vasca queste figure si rilassano fumando e chiacchierando, sedendosi sul pavimento di ceramica. Ogni personaggio ha una posa diversa, dal chiasmo della figura in piedi semiavvolta in un velo blu alla posizione seduta delle due figure lungo il bordo della vasca.
La bagnante in primo piano richiama molto la suonatrice nel Bagno turco dipinto da Ingres nel 1862, che a sua volta è ripresa dalla sua Bagnante di Valpinçon del periodo giovanile. Infatti, entrambe le bagnanti sono ritratte di schiena e girano il proprio collo verso le loro compagne, nascondendo il loro volto allo spettatore. Se nel dipinto ingresiano la bagnante di schiena era ritratta mentre suonava uno strumento musicale, nel quadro di Gérôme la donna ignuda viene raffigurata con un narghilè, uno strumento per fumare di origine orientale.